# Linfoma plasmablástico
El linfoma plasmablástico es un tipo raro de cáncer que se incluye dentro del grupo de los linfomas de células B, está emparentado con los linfomas B difusos de células grandes. Se caracteriza por la proliferación difusa de células grandes neoplásicas que presentan un inmunofenotipo de células plasmáticas y producen inmunoglobulinas detectables en la sangre en hasta el 70% de los casos, predominantemente de tipo IgG, también se detectan cadenas ligeras de tipo kappa o lambda. Al igual que otros linfomas como el linfoma de Burkitt, está relacionado con infección por el virus de Epstein-Barr. Se presenta principalmente en pacientes afectos de déficit de inmunidad, por ejemplo los infectados por el virus de la inmunodeficiencia humana. Predomina en varones de alrededor de 50 años y se localiza frecuentemente en la boca, también puede desarrollarse en la cavidad nasal, tracto gastrointestinal, piel, hueso, tejidos blandos y pulmón.